# Humberto Pizarro
Humberto Enrique Pizarro Veliz (Ventanas, Los Rios, Ecuador; 28 de julio de 1967) es un entrenador ecuatoriano de fútbol. Actualmente es entrenador de F.C. Insutec de la Segunda Categoría de Ecuador.

## Trayectoria
Pizarro trabajó como entrenador en el equipo juvenil de Emelec, siendo también entrenador interino del primer equipo en 2007 y 2008.
En febrero de 2010, fue nombrado entrenador del Rocafuerte en la Serie B de Ecuador.
En marzo de 2012 se hizo cargo del River Ecuador en Serie B y logró el ascenso a la Serie A, máxima categoría del fútbol ecuatoriano, en 2014. El 16 de diciembre de 2015 fue nombrado al frente de Mushuc Runa también en la máxima categoría, pero dejó el cargo el 11 de abril del año siguiente.
En agosto de 2016, Pizarro volvió a dirigir en la Serie B luego de ser nombrado al frente del Colón FC, pero se fue en el mes de noviembre. En 2018 después de un año sin club, se hizo cargo de La Paz de la Segunda Categoría, pero se fue en septiembre de ese año después de no lograr el ascenso.
Para la campaña 2019 fue nombrado al frente del Orense en la Serie B y logró el ascenso a la Serie A como campeón; sin embargo fue despedido por el club el 2 de septiembre de 2020 debido a los malos resultados y posteriormente el 9 de diciembre fue nombrado director deportivo del 9 de Octubre.
El 31 de mayo de 2021, Pizarro fue nombrado entrenador de Chacaritas en la segunda división, pero dimitió el 26 de julio y fue anunciado como entrenador del Olmedo el 30 de julio; cinco días después dejó de ser entrenador del club luego de una reunión con la directiva.

## Clubes

### Como entrenador
| Club               | País    | Año         |
| ------------------ | ------- | ----------- |
| Guayaquil City     | Ecuador | 2012 - 2015 |
| Mushuc Runa        | Ecuador | 2016        |
| Colón FC           | Ecuador | 2016        |
| La Paz             | Ecuador | 2018        |
| Manta FC           | Ecuador | 2018        |
| Orense SC          | Ecuador | 2019 - 2020 |
| Chacaritas         | Ecuador | 2021        |
| Olmedo             | Ecuador | 2021        |
| Liga de Portoviejo | Ecuador | 2022        |
| F.C. Insutec       | Ecuador | 2024-act.   |

### Como gerente deportivo
| Club         | País    | Año         |
| ------------ | ------- | ----------- |
| 9 de Octubre | Ecuador | 2020 - 2021 |

## Palmarés

### Campeonatos nacionales
| Título             | Club      | País    | Año  |
| ------------------ | --------- | ------- | ---- |
| Serie B de Ecuador | Orense SC | Ecuador | 2019 |